# José Correa y Alcántara
José Correa y Alcántara fue un sacerdote, abogado y político peruano.
Nació en Cajamarca. Siendo sacerdote llevó adelante sus estudios de derecho en la Universidad de San Marcos en Lima, obteniendo el título en 1817. Como eclesiástico de la localidad de Hualgayoc intercedió para que la población apoye la causa de la independencia.
Fue miembro del Congreso Constituyente de 1822 por el departamento de La Libertad. Dicho congreso constituyente fue el que elaboró la primera constitución política del país.